# Postel

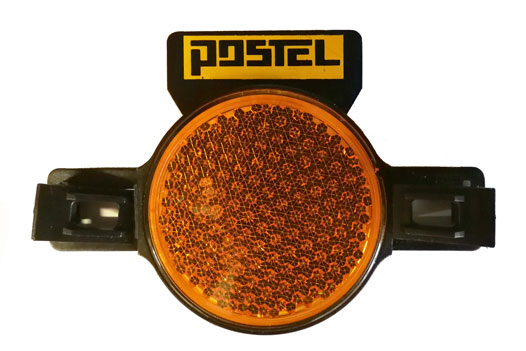
Videotextjänsten Postels logotyp, placerad på en cykelreflex

Postel var en informationstjänst inom Televerkets videotex/datavision/teledata-system. Det utvecklades och driftsattes av den svenska Posten under 1980-talet.
Postel placerade ut speciella datorterminaler som kunderna fick använda kostnadsfritt. Postels verksamhet inleddes med försök under 1982. I början av 1987 hade tjänsten ett 40-tal informationsproducenter. Utbudet i tjänsten bestod bland annat av nyheter från TT, börsinformation, turistinformation, information från kommuner och postordertjänster, försök med bokning av läkar- och tandläkartider samt tjänster från Arbetsförmedlingen.